# Cerredo (Tineo)
Cerredo (en asturiano y oficialmente: Santiáu) es el nombre de una parroquia perteneciente al concejo de Tineo en el Principado de Asturias, España. La cabeza de dicha parroquia es la aldea de Santiago de Cerredo.
La población del conjunto de la parroquia, según el censo de 2005, es de 275 habitantes.
Dentro de los límites de la parroquia tienen su nacimiento tres ríos: el Bárcena, el Navelgas (estos dos formando al unirse al río Grande, el río Esva) y el de la Mortera, que contribuye al caudal del río Narcea.

## Entidades de población
En 2020 contaba con una población de 115 habitantes (INE, 2020) repartidos en un total de 107 viviendas (INE, 2010).
La parroquia cuenta con las siguientes entidades de población, con el tipo de población según el Nomenclátor de la Sociedad Asturiana de Estudios Económicos e Industriales, la toponimia asturiana oficial en asturiano y la población según el Instituto Nacional de Estadística:
| Localidad         | Nombre oficial (en asturiano) | Tipo de población | Habitantes (INE, 2020) |
| Besapié           | Beisapía                      | Casería           | 0                      |
| Colinas de Arriba | Colinas d'Arriba              | Aldea             | 15                     |
| Coucellín         | El Couceḷḷín                  | Casería           | 1                      |
| Cuestalonga       | Cuestaḷḷonga                  | Casería           | 0                      |
| Curriellos        | Currieḷḷos                    | Casería           | 1                      |
| La Fanosa         | La Fanosa                     | Casería           | 11                     |
| La Mortera        | La Mortera                    | Aldea             | 38                     |
| El Rellón         | El Reḷḷón                     | Casería           | 3                      |
| Riocastiello      | Ricastieḷḷu                   | Aldea             | 31                     |
| Santiago Cerredo  | Santiáu                       | Aldea             | 15                     |